# 坊镇
坊镇，是中华人民共和国陕西省渭南市合阳县下辖的一个乡镇级行政单位。
2015年，陕西省民政厅批复同意将坊镇曹家坡、段家洼、西卓子、南知堡、白灵、麻家庄、殿下、马家岭、大原头、田家河、杨家坡、前咀、西里、临皋、北知堡、耀贤、后咀、新庄、项村、孟家庄、鹅毛、中马庄22个村划归城关街道办事处。

## 行政区划
坊镇下辖以下地区：
坊西村、坊东村、坊南村、乾落村、颜家坡村、高家坡村、王家庄子村、北渤海村、南渤海村、西清善村、东清善村、贺家庄村、嘉德村、金家庄村、赵家村、福德村、南岳庄村、灵泉村、大伏六村、东雷村、中雷村、东蒙村、中蒙村、西蒙村、和阳村、灵井村、小伏六村、北伏蒙村、太里村、坤龙村和南伏蒙村。

## 中国传统村落
2013年8月，灵泉村被评为第二批中国传统村落。